# Pica-soques roquer occidental
El pica-soques roquer occidental (Sitta neumayer) és una espècie d'ocell de la família dels sítids (Sittidae) que habita zones rocoses, penya-segats, gorges, pinars i deserts pels Balcans, Grècia, Turquia, Pròxim Orient, nord d'Iraq i de l'Iran i sud del Caucas.